# 捕食会議
捕食会議（ほしょくかいぎ、英: predatory conference）、または捕食学術集会、捕食学会、ハゲタカ学会は、まともな学会のように設定されているが、発表に対して適切な査読や編集がなく、有名な学者が参加すると宣伝していながら実際は参加しないなど捕食的な学術集会である。捕食会議は捕食出版ビジネスモデルが拡張したもので、捕食学術誌（predatory journal）、捕食出版社（predatory publisher）とセットであることが多い。

## 全体像
ジェフリー・ビールが、「捕食出版」と似せて「捕食会議」という用語を造語した。ビジネスモデルは、履歴書の研究業績に国際会議での発表と学術論文の発表を多くリストしたい研究者の欲求を利用した利益追求型企業が開催する国際会議である。国際会議の開催に伴い講演要旨や関連論文が捕食学術誌に掲載される。
捕食出版の場合と同様、発展途上国のキャリアの浅い研究者が、捕食会議の餌食になりやすい。捕食会議は、非常に質の低い研究発表も受け付ける。専門が異なる学者が組織委員会にいる。捕食会議を行なっている学術社として、ワセット社（WASET：World Academy of Science, Engineering and Technology）やオミックス・インターナショナル社（OMICS International）がある。
捕食学術社は、既存の評判の良い会議と、ほとんど、または、まったく同じ名前の会議を開催し、学術界を混乱させている。例えば、2013年、オミックス・インターナショナル社は米国昆虫学会（Entomological Society of America）が毎年開催している年次大会「Entomology 2013」にハイフンを入れた「Entomology-2013」という会議を開催した。
他の捕食学術社も、このやり方を使っている。例えば、オーストラリアのクイーンズランド工科大学のCentre for Accident Research and Road Safetyが5年に一度、「交通と交通心理学に関する国際会議（International Conference on Traffic and Transport Psychology）」を開催している。次回の第7回は2020年にスウェーデンで開催する。ところが、まったく同じ名称の「交通と交通心理学に関する国際会議（International Conference on Traffic and Transport Psychology）」をワセット社は、2015年に大阪で、2016年にシカゴで開催し、2019年にドイツで開催する。
捕食会議の数は急速に増えており、オミックス・インターナショナル社は単独で2016年に年間約3,000回の会議を開催した。
ジェフリー・ビールは、オミックス・インターナショナル社の国際会議の登録料のポリシーを批判している。オミックス・インターナショナル社の都合で国際会議をキャンセルや延期を行ったとしても登録料の払い戻しを認めない。代わりにオミックス・インターナショナル社が主催する別の会議への参加に振り替えられる。また、参加登録した後、同じ名前または類似の名前の別の会議と間違えたことに気がついた場合も、払い戻しをしてくれない。ビールは「すべての国のすべての研究者は、可能な限り最大限、オミックス・インターナショナル社と何の関係も持たないことを推奨します」と述べている。

## 特徴
捕食会議の特徴は「捕食出版」の特徴と同じである。
投稿すればすぐ受理する。ほとんどまたは全く査読がなく、ナンセンスまたはデタラメな内容でも受理する。高額な参加費なのだが、その額は受理後に通知される。合意なしに会議組織委員会に学者を登録し、かつ、彼らが辞任することを認めない。定評のある会議によく似た会議名とウェブサイトを作り、同じ都市で似た名前の会議を開催する。そして、会議とは関係ない美しいイメージの写真や動画で参加者を募る。

## 連邦取引委員会

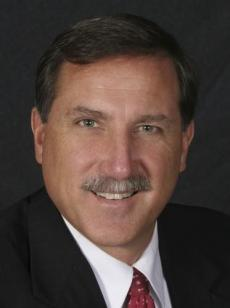
米国の連邦検事Daniel Bogden

2016年8月25日、米国の連邦取引委員会と連邦検事Daniel Bogdenは、オミックス・インターナショナル社のCEOであるスリヌバブ・ゲデラ（Srinubabu Gedela）を、詐欺的なビジネスである捕食学術業をしていたとしてネバダ州地方裁判所に提訴した。
訴状はオミックス・インターナショナル社が「出版物の仕方についての研究者をだました。また、論文掲載料が数百から数千ドルなのを隠していた」と主張していた。
2017年11月、ネバダ州地方裁判所は、オミックス・インターナショナル社に仮差止め命令を下した。